# Flygande Jacob

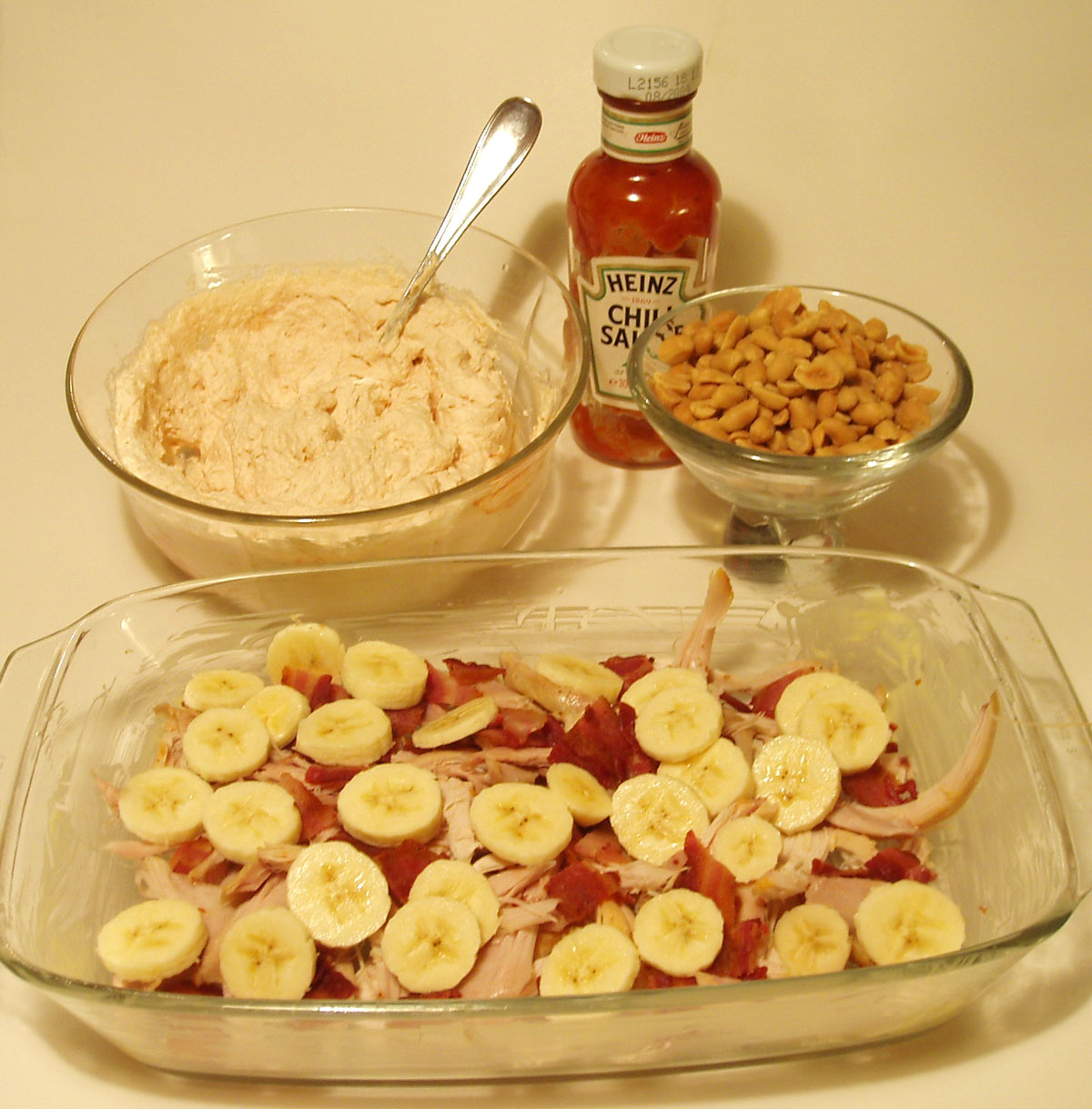
Flygande Jacob är en kycklinggratäng.

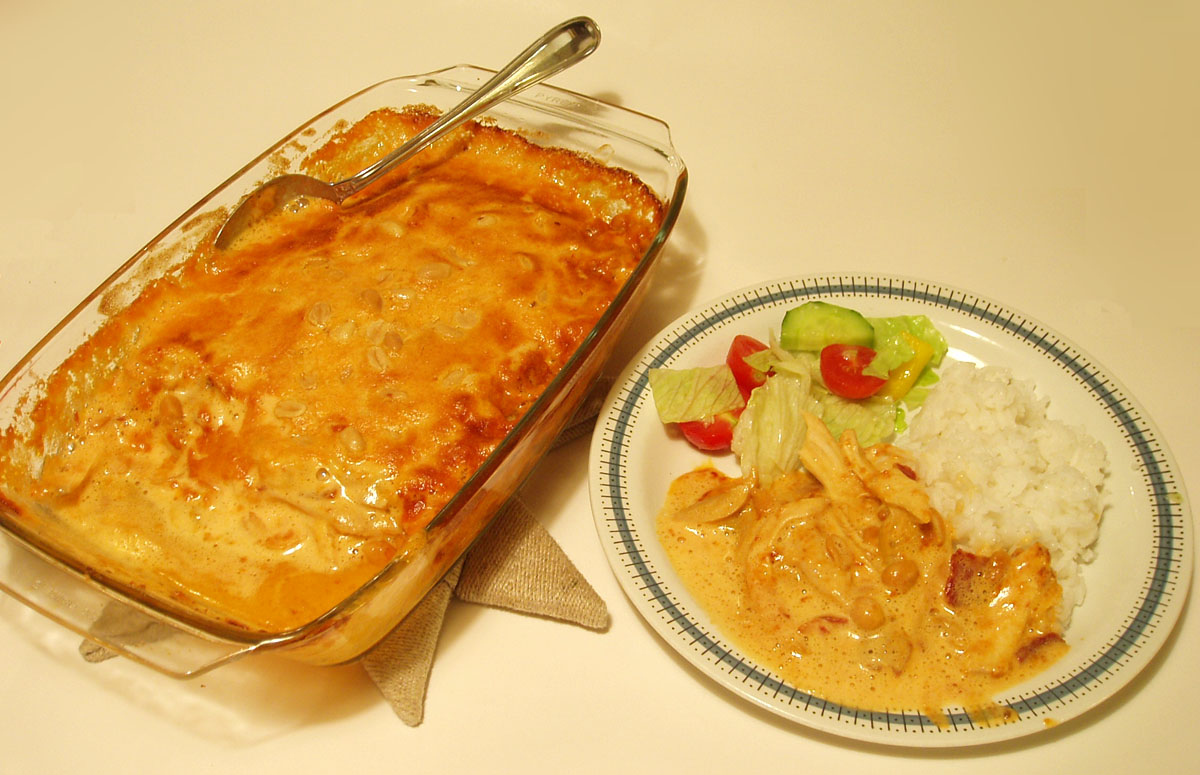
Rätten kan serveras med kokt ris och en grönsallad.

Flygande Jacob, alternativt flygande Jakob, är en maträtt innehållande ingredienserna kyckling, banan, stekt bacon, vispad grädde, chilisås och salta rostade jordnötter. I originalreceptet kryddas kycklingen med italiensk salladskrydda. Rätten tillagas i ugn och förekommer i många varianter.
Namnet Flygande Jacob kommer från dess upphovsman, Ove Jacobsson, som var verksam inom flygfrakt. Receptet publicerades första gången i Allt om Mat 1976, nr 13, sid 44-45. Allt om mat föreslog kokt ris och grönsallad till, samt rosévinet Perlerose.

## Varianter
- Flygande Lotta – innehåller kantarellsås.
- Kyckling Jacob/Jakob, Jacobs flygande kyckling[3] – varianter där någon eller några huvudingredienser saknas.
- Svävande Jacob/Jakob – en vegetarisk variant.[2]
- Simmande Jacob – innehåller fisk istället för kyckling.
- Flygande Kurre  – innehåller kassler istället för kyckling.[4]